# Daydream World Tour
Daydream World Tour este un turneu al cântăreței pop/R&B Mariah Carey. Turneul a început pe 7 martie 1996 în Tokyo, Japonia și s-a încheiat în Londra pe data de 23 iunie 1996.

## Listă cântece
1. "Emotions"
2. "Open Arms"
3. "Forever"
4. "I Don't Wanna Cry"
5. "Fantasy"
6. "Always Be My Baby"
7. "One Sweet Day"
8. "Underneath the Stars"
9. "Without You"
10. "Make It Happen"
11. "Just Be Good to Me"
12. "Dreamlover"
13. "Vision of Love"
14. "Hero"
15. "Anytime You Need a Friend"
16. "All I Want For Christmas Is You" (doar in Japonia)

## Tour dates
| Asia            |           |             |                                  |
| Data            | Oras      | Tara        | Locul desfasurarii               |
| 7 martie, 1996  | Tokyo     | Japonia     | Tokyo Dome                       |
| 10 martie, 1996 | Tokyo     | Japonia     | Tokyo Dome                       |
| 14 martie, 1996 | Tokyo     | Japonia     | Tokyo Dome                       |
| Europa          |           |             |                                  |
| Data            | Oras      | Tara        | Locul desfasurarii               |
| 14 iunie, 1996  | Frankfurt | Germania    | Festhalle                        |
| 17 iunie, 1996  | Rotterdam | Netherlands | Ahoy' Rotterdam                  |
| 20 iunie, 1996  | Paris     | Franta      | Palais Omnisports de Paris-Bercy |
| 23 iunie, 1996  | Londra    | Anglia      | Wembley Arena                    |